# Erkki Lahesmaa
Erkki Lahesmaa (* 20. Jahrhundert) ist ein finnischer Cellist und Musikpädagoge.

## Leben und Wirken
Lahesmaa besuchte das Konservatorium in Turku und studierte an der Yale University und der Juilliard School. Seine Cellolehrer waren Aldo Parisot, Zara Nelsova und Harvey Shapiro; Kammermusik studierte er mit den Mitgliedern des Juilliard String Quartet und des Tokyo String Quartet. Er gewann beim Cellowettbewerb in Turku 1986 den Zweiten Preis, beim Juilliardwettbewerb 1990 den Ersten Preis.
In New York debütierte er in der Albert Fisher Hall des Lincoln Center mit Antonín Dvořáks Cellokonzert. Danach trat er als Kammermusiker in Europa, den USA und Kanada, Südamerika und Japan auf, u. a. beim Warschauer Herbst, bei der MaerzMusik der Berliner Festspiele und beim Huddersfield Festival in Großbritannien. Als Kammermusiker ist er Mitglied der Artisti del Mondo und des Coryton Ensemble in den USA, des Arthur-Leblanc String Quartet in Kanada sowie des Plus Ensemble und des Ad Libitum Piano Trio. 
Sein Repertoire umfasst auch die zeitgenössische Musik, und mehrere finnische Komponisten schrieben Werke für ihn. Eine CD mit dem Plus Ensemble erhielt 2010 den Best Classical Album Award. An der Musikakademie von Turku wirkt Lahesmaa als Dozent für Cello und Kammermusik. Er gab zudem Meisterklassen an den Konservatorien in Peking und Shanghai, in Santiago de Chile, Rio de Janeiro, Buenos Aires, Istanbul, Florenz, San Sebastian, Lissabon, Glasgow, Weimar, Bremen, Warschau, Krakau, Sankt Petersburg, Oslo, Reykjavik, Bergen, Kristiansand und Stavanger und wirkte als Juror an Musikwettbewerben mit. Er ist Direktor des Nauvo Chamber Music Festival (Nauvon kamarimusiikkipäivät) in Finnland.